# 書生

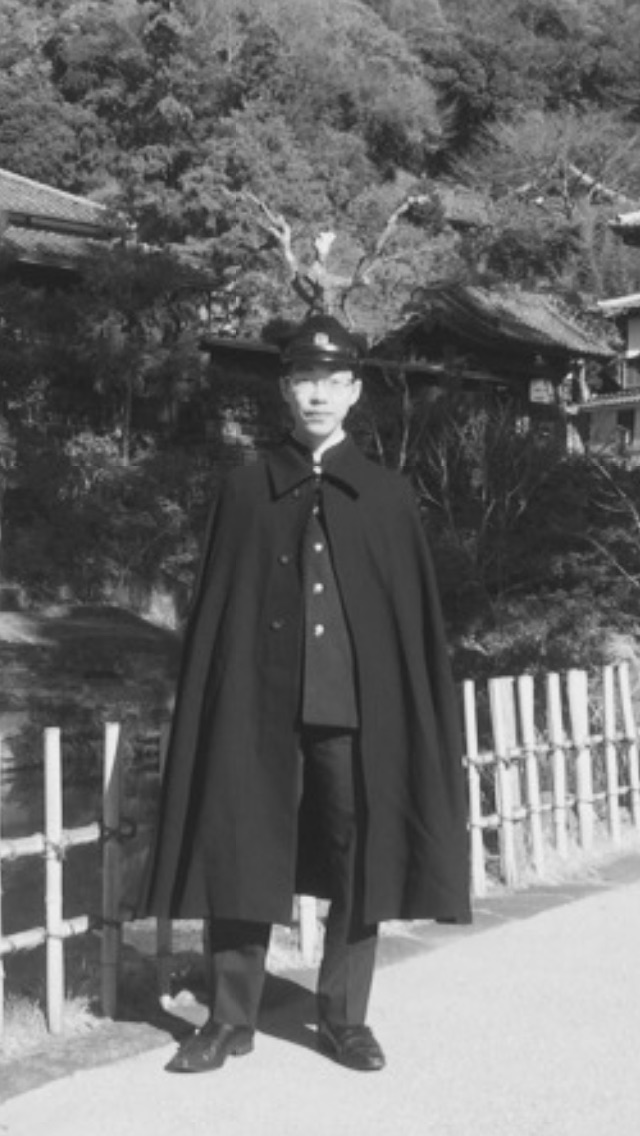
マントを羽織った学生

書生（しょせい）とは、漢語本来は、勉学をする余裕のある者という意味合いだったが、日本史においては以下の意味で用いられる。
1. 律令制にあって国司の下で事務処理などの雑務を行う下級役人。
2. 主として日本の明治・大正期に、他人の家に住み込みで雑用等を任される学生。

以下、2.について、記載する。

## 日本の書生の歴史
1872年に学制が布かれると、地方から都会に上り、高等学校や大学等へ通う学生が現れるようになった。しかし、当時は単身者が居住するのに適した住居は少なく、炊事や洗濯などの家事にも不慣れな若者が大半であったため、その多くは親戚縁者の世話になったり、家賃や食費を支払って他人の家に下宿したりするのが通常であった。そのため「書生」という言葉は「学生」、特に「他人の家に下宿して家事や雑務を手伝いつつ、勉強や下積みを行う若者」のことを指すようになった。
また、生活費に困窮する者に対しては、地方出身の篤志家が住居の一角に学生を住まわせ、家賃の代わりに簡単な家の手伝い（掃除、商売上の雑務、清書、薪割り、子女の送迎等）をさせたり、蔵書の整理と称して勉学に励ませるようなことも行われた。篤志家側も、地元出身のインテリ書生を抱えることはステータスの一種であったこと、また、書生が中央官僚などになった際には、人脈から多様なメリットが生じるといった打算的な考えを持つ者も少なくなかったとされる。
1890年代以降（明治時代後半）になると、各学校の寄宿舎や学生用アパートが整備され、こうした書生は徐々に減少していくが、住み込みで勉強する者=書生というイメージが定着していたために、世界恐慌時代になると、いわゆる学生のみならず、政治家や作家などの家に寄宿し、特定の分野の下積みを行う者をも指すようになった。

## 書生に関連する文学作品
- 坪内逍遥『当世書生気質』岩波文庫(ISBN 4003100425)